# Riksakten (skrift 1756)
Riksakten är skrift från 1756 med en ständerförklaring efter kungaparets misslyckade revolutionsförsök. Under hot om avsättning varnade den kung Adolf Fredrik för ytterligare handlingar i den riktningen.
Riksakten förelästes för kungen i närvaro av ständernas talmän och rådet samt förseglades därefter för framtida behov. När mot slutet av 1760-62 års riksdag hattpartiet sökte försoning med kungaparet, blev Riksakten med samtliga ståndens bifall ogiltig.